# NGC 3465
NGC 3465 (другие обозначения — UGC 6056, MCG 13-8-48, ZWG 351.50, IRAS10557+7527, PGC 33099) — галактика в созвездии Дракон.
Этот объект входит в число перечисленных в оригинальной редакции «Нового общего каталога».
В галактике вспыхнула сверхновая SN 2004bc типа Ia, её пиковая видимая звездная величина составила 16,5.